# Amorphoscelis rufula
Amorphoscelis rufula är en bönsyrseart som beskrevs av Roger Roy 1966. Amorphoscelis rufula ingår i släktet Amorphoscelis och familjen Amorphoscelidae. Inga underarter finns listade i Catalogue of Life.